# Vermelho 2G
O vermelho 2G é um corante alimentar obtido através de síntese quimica. É muito utilizado  para confecçào de salsichas e hamburgueres. Seu uso na alimentação humana está sendo contestado, além de produzir alergias é considerado cancerígeno.